# Nail
Nail（ネイル）は、2002年8月に同人サークルから商業用18禁ソフトブランドとなり、PCソフトの企画、製作を行っているソフトハウス。かつてはパートナーブランドの一員だった。

## 沿革
前身はシナリオライターのDEEZと原画家の椎咲雛樹で活動していた同人サークル「Nail Project」。お姉さん先生にこだわるメーカーとして「Present for you 〜わたしをあ・げ・る〜」で商業デビューを果たす。2作目の「3-days Marriage 〜光源氏の恋人〜」をもって椎咲雛樹はNailを離れ、Cycに移籍する（現在は退社）。水原優ら別の原画家が手がけた3作目の「As you like 〜星降る夜にロマンスを〜」では、Hシーンで使われる猥語に自主規制音（ピー音）が入らないのが売りの一つだった。4作目の「天使憑きの少女」は、商業用ソフトの1作目である「Present for you」の流れを汲む内容となっていて、唯一全年齢版が販売された作品だった。
2006年7月より過去作品のダウンロード販売（委託）や、オレンジピコというサイトを立ち上げiアプリにも過去作品の体験版という形で参入している。（将来的には全編配信なども検討していた。）しかし、2006年12月にいったんゲームソフトの開発業務を終了することを表明した。理由は“DEEZ氏の個人的な事情”というのが一番大きな理由になっている。ただ、それは突然の報せであり、且つそれがDEEZ氏の本意ではないことがホームページでの宣言の中より読み取れる。それに伴い、2007年2月にNailとオレンジピコが統合され、全年齢向けサイトとしてリニューアルされることが後に発表された。
2007年2月より、Nailの原点となった同人ゲーム「Sword」の無料ダウンロード配布を開始した。それと時をほぼ同じくして、予告通りNailのサイトとオレンジピコのサイトが統合され、全年齢向けのサイトとしてリニューアルした（Nailのドメインを使用、オレンジピコのドメインは廃止された）。リニューアル後のサイトで、2007年3月より小説企画『狩鬼道師ユーミの冒険』（しゅきどうし・ゆーみのぼうけん）がサイト上に連載されることが発表された。これに伴い、名義をDEEZから竜山大輝（たつやま・だいき）に変更した。ちなみにリニューアル後のサイトには以前あったBBSが削除された上、過去のアダルトゲームの紹介ページも削除され、アダルトゲーム情報サイト「Holyseal 〜聖封〜」で代理公開されている。
2008年、低価格ゲーム「しょじょたん」シリーズでアダルトゲーム開発を再開。その後、MASTERUPが販売を担当する姉妹ブランド「Nail Sharp」を立ち上げる。
DEEZ氏が創業した有限会社だいだいよりNailの作品がiPhoneやPlayStation Vitaに移植されている。

## 作品一覧
Nail
- Present for you 〜わたしをあ・げ・る〜
- 3-days Marriage 〜光源氏の恋人〜
- As you like 〜星降る夜にロマンスを〜
- 天使憑きの少女 〜Related with “Present for you”〜
- Sword（同人ゲームのリメイクで全年齢対象、無料配布）
- しょじょたん（第一幕・第二幕）

Nail Sharp
- 私立温泉学園 〜スク水でお風呂に入っちゃダメですか?〜
- 私立温泉学園2時間目 〜お風呂でレズしちゃダメですか?〜
- 私立温泉学園3時間目 〜イレクトで3Pしちゃダメですか?〜